# François Roussel (homme politique)
Pour les articles homonymes, voir François Roussel et Roussel.
François Roussel, né le 4 août 1947 à Guer (Morbihan), est un homme politique français.

## Ancien mandat national
Du 2 avril 1993 au 21 avril 1997, ce vétérinaire est député de la première circonscription de la Dordogne.
Après avoir fait partie du RPR, il rejoint l'UMP. Il est inspecteur général de l'agriculture depuis 2002.

## Anciens mandats locaux
- Maire de Neuvic depuis 1983, réélu en 1989, 1995, 2001, 2008, 2014 et 2020, démissionnaire en mars 2021 (remplacé par Paulette Sicre-Doyotte)[2]..